# El hermano bastardo de Dios
Pour plus de détails, voir Fiche technique et Distribution.
El hermano bastardo de Dios est un film espagnol réalisé par Benito Rabal, sorti en 1986.

## Synopsis
Pepe Luis se souvient de son enfance à Cuenca pendant la guerre d'Espagne.

## Fiche technique
- Titre : El hermano bastardo de Dios
- Réalisation : Benito Rabal
- Scénario : Agustín Cerezales, Benito Rabal d'après le roman de José Luis Coll
- Musique : Juan Pablo Muñoz Zielinski
- Photographie : Paco Femenia
- Montage : José María Biurrún
- Production : Jesús Palacios (producteur délégué)
- Société de production : Almadraba Producciones
- Pays :  Espagne
- Genre : Drame et guerre
- Durée : 102 minutes
- Dates de sortie : 
  -  Espagne : 22 septembre 1986 (Madrid)

## Distribution
- Francisco Rabal : Rosendo
- Asunción Balaguer : Mme. Trini
- Agustín González : M. Enrique
- María Luisa Ponte : Alejandra
- Mario Pardo : Tío Julio
- Terele Pávez : Ramona
- Juan Diego : Omar Hazim
- Rafael Álvarez : Tonto

## Distinctions
Le film a été nommé pour deux prix Goya.